# Биргланд
Биргланд (њем. Birgland) општина је у њемачкој савезној држави Баварска. Једно је од 27 општинских средишта округа Амберг-Зулцбах. Према процјени из 2010. у општини је живјело 1.835 становника. Посједује регионалну шифру (AGS) 9371116.

## Географски и демографски подаци
Биргланд се налази у савезној држави Баварска у округу Амберг-Зулцбах. Општина се налази на надморској висини од 390 метара. Површина општине износи 62,4 km².

## Становништво
У самом мјесту је, према процјени из 2010. године, живјело 1.835 становника. Просјечна густина становништва износи 29 становника/km².